# Детлеф Гофман
Детлеф Гофман (нім. Detlef Hofmann; 12 листопада 1963, Карлсруе) — німецький весляр-байдарочник, виступав за збірну Німеччини в першій половині 1990-х років. Чемпіон літніх Олімпійських ігор в Атланті, триразовий чемпіон світу, багаторазовий переможець і призер першостей національного значення. Також відомий як тренер з веслування на байдарках і каное.

## Життєпис
Детлеф Гофман народився 12 листопада 1963 року в місті Карлсруе (федеральна земля Баден-Вюртемберг). Активно займатися веслуванням почав у ранньому дитинстві, проходив підготовку в спортивному клубі водних видів спорту «Мангейм-Зандхофен» в Мангаймі.
Першого серйозного успіху на дорослому міжнародному рівні досягнув у сезоні 1991 року, коли потрапив до основного складу німецької національної збірної й побував на чемпіонаті світу в Парижі, звідки привіз відразу три нагороди різного ґатунку — у складі чотиримісного екіпажу, до якого також увійшли веслярі Олівер Кегель, Томас Райнек і Андре Воллебе, завоював золоті медалі на п'ятистах метрах і на десяти кілометрах, тоді як на тисячі метрів став срібним призером, поступившись лідерством команді Угорщини. Був основним кандидатом на участь у літніх Олімпійських іграх 1992 року в Барселоні, однак незадовго до старту змагань його викрили у вживанні забороненого тестостерону і дискваліфікували на три роки.
Після закінчення дискваліфікації в 1994 році Хофман повернувся в основний склад збірної Німеччини і продовжив брати участь у найбільших міжнародних регатах. Так, на чемпіонаті світу в Мехіко в четвірках він показав третій результат — у фіналі поступився спортсменам Росії і Польщі, при цьому в команді крім нього були Райнек, Воллебе і Маріо фон Аппен. Рік по тому на домашній світовій першості в Дуйсбурзі їхня байдарка-четвірка завоювала золото на тисячі метрів і срібло на п'ятистах, програвши на фініші російській команді.
Завдяки низці вдалих виступів Детлеф Хофман удостоївся права захищати честь країни на Олімпійських іграх 1996 року в Атланті — на дистанції 1000 метрів їхня байдарка, в якій також веслували Томас Райнек, Олаф Вінтер і Марк Цабель, обійшла всіх суперників, зокрема найближчих переслідувачів з Росії та Угорщини. Ставши олімпійським чемпіоном, невдовзі Хофман вирішив завершити кар'єру професійного спортсмена.
Залишивши великий спорт, зайнявся тренерською діяльністю. Деякий час тренував талановитих веслярів у місцевому клубі в Карлсруе, потім у 2001 році працевлаштувався в Асоціації каное Німеччини і почав працювати тренером у збірній країни. Як член Християнсько-демократичного союзу Німеччини від 2004 року входить до міської ради Карлсруе.